# Obligado (Buenos Aires)
Obligado é uma localidade do Partido de San Pedro, Província de Buenos Aires, Argentina. Se encontra às margens do Rio Paraná. Possui uma população de 192 habitantes.